# Ucho, dynia, sto dwadzieścia pięć!
Ucho, dynia, sto dwadzieścia pięć! – powieść dla dzieci autorstwa Marii Krüger z 1964 roku. 

## Treść[1]
Treścią książki jest historia Jacka Kosmali z klasy piątej c, przywódcy Bandy Silniaków. Kosmala znany był ze skłonności do bójek i okazywania swojej przewagi wobec słabszych. Pewnego dnia zostaje zamieniony w jamnika przez tajemniczego sprzedawcę baloników. Jako jamnik należy do świata słabszych, co sprawia, że cierpi wiele upokorzeń. Nie jest w stanie porozumieć się z ludźmi, często zmienia właścicieli. Ostatecznie, po wielu przygodach, zostaje odnaleziony przez szkolnych kolegów, członków uprzednio zwalczających się band. Zdobyte doświadczenia powodują, że zmienia swoje nastawienie - staje się gotowy do zgody i przyjaźni. 
Tytuł utworu pochodzi od "wyzywanki" modnej w szkole, mającej na celu pognębienie przeciwnika.